# Martinica
Martinica är en ort i Mexiko.   Den ligger i kommunen Atzalan och delstaten Veracruz, i den sydöstra delen av landet, 220 km öster om huvudstaden Mexico City. Martinica ligger 1 003 meter över havet och antalet invånare är 272.
Terrängen runt Martinica är huvudsakligen kuperad, men söderut är den bergig. Runt Martinica är det ganska tätbefolkat, med 100 invånare per kvadratkilometer. Närmaste större samhälle är Atzalan, 19,0 km sydväst om Martinica. I omgivningarna runt Martinica växer i huvudsak städsegrön lövskog.